# Museo nazionale (Poznań)

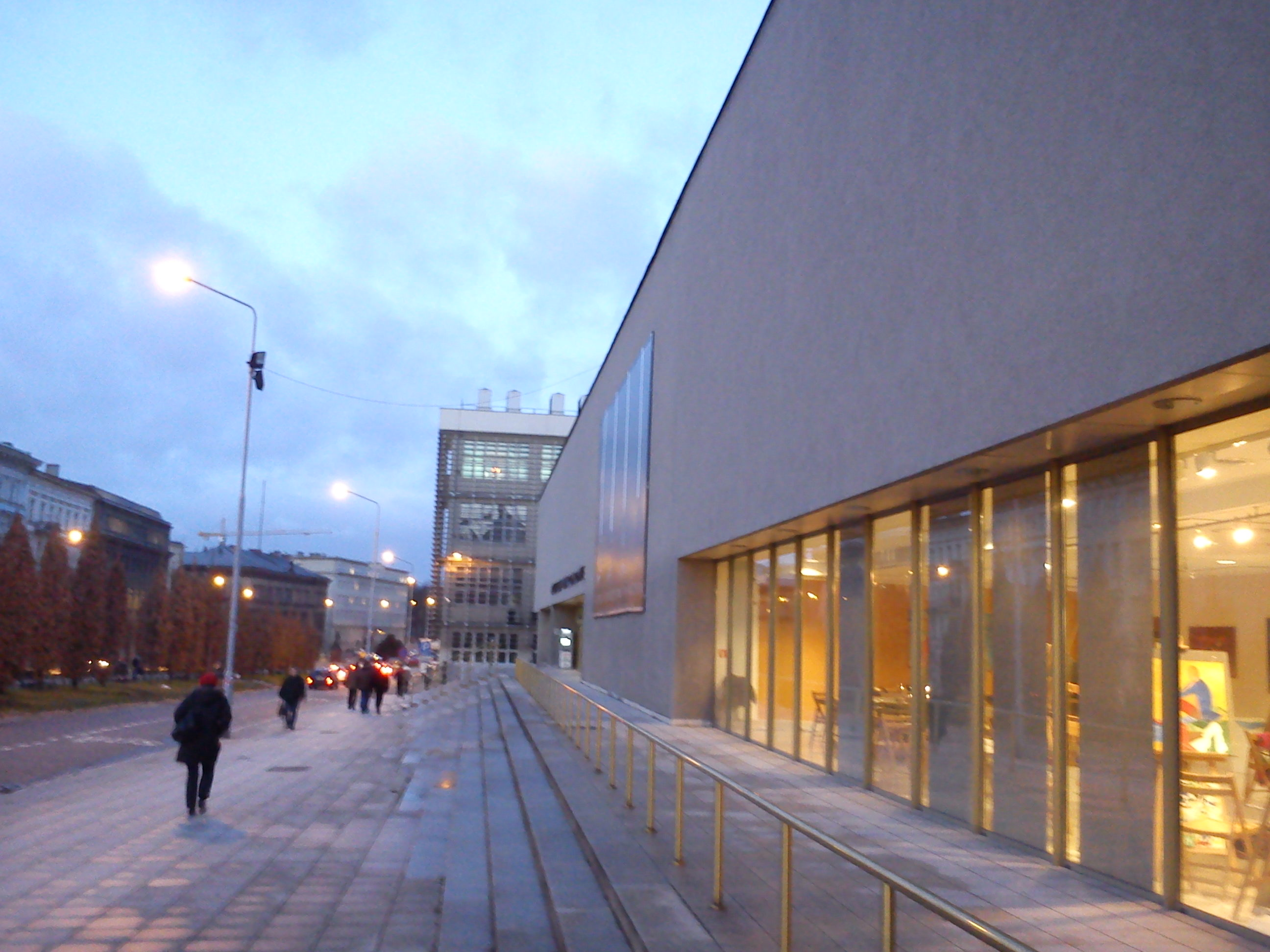
La nuova ala nord, Galleria d'Arte Contemporanea

Il Museo Nazionale a Poznań (in polacco Muzeum Narodowe w Poznaniu), Polonia, abbreviato MNP, è un'istituzione culturale statale e uno dei più grandi musei della Polonia. Ospita una ricca collezione di dipinti polacchi dal XVI secolo in poi e una collezione di dipinti stranieri (italiani, spagnoli, olandesi e tedeschi). Il museo ospita anche collezioni numismatiche e una galleria di arti applicate.

## Storia
Il Museo Nazionale a Poznań fu fondato nel 1857, come "Museo delle Antichità Polacche e Slave". Nel 1894 il museo venne rinominato Museo provinciale di Posen (Posen è il nome tedesco della città). Nel 1902 il museo venne rinominato Kaiser-Friedrich-Museum. L'edificio attuale è stato progettato da Carl Hinckeldyen e costruito nel 1904.
Durante la seconda guerra mondiale l'edificio fu danneggiato, la collezione saccheggiata dai militari tedeschi, mentre numerose esposizioni del museo, tra cui le collezioni naturali ed etnografiche, furono distrutte. Dopo la guerra il governo polacco recuperò molte delle opere confiscate dai tedeschi. A cavallo tra gli anni '60 e '70, l'architetto Marian Trzaska realizzò il progetto della nuova ala nord del museo. Negli anni Novanta è stato ristrutturato dall'architetto d'interni Witold Gyurkovich ed è stato aperto al pubblico nel 2001.

## Sedi
- Museo nazionale di Poznań e le sue sedi:
  - Museo nazionale, edificio principale
  - Museo delle Arti Applicate
  - Museo della storia di Poznań
  - Museo Militare della Grande Polonia
  - Museo degli strumenti musicali
  - Museo etnografico, Poznań
  - Palazzo di Rogalin
  - Castello di Gołuchów
  - Palazzo Śmiełów

## Collezioni
Le collezioni del museo sono esposte in sette gallerie espositive tematiche che esplorano le principali tendenze e discipline dell'epoca: la Galleria dell'Antichità, il Medioevo, l'Arte polacca dal XVI al XVIII secolo e, nella nuova ala, la Galleria dell'arte polacca dal periodo delle spartizioni straniere fino alla fine della Seconda guerra mondiale, la Galleria d'Arte Europea (o Pittura straniera), la Galleria d'Arte Moderna e la Galleria dei Poster e della Grafica. Nel 2006 le collezioni del museo comprendevano complessivamente 309.569 oggetti d'arte e 4.119 depositi.
Le opere di molti importanti artisti polacchi sono esposte nella Galleria d'Arte Polacca, che comprende dipinti di Jan Matejko, Olga Boznańska, Jacek Malczewski, Stanisław Wyspiański, Leon Wyczółkowski e Władysław Czachórski .

### Galleria di pittura straniera
L'edificio principale ospita una delle più grandi gallerie di pittura straniera in Polonia, proveniente principalmente dalla collezione di proprietà del conte Raczyński :
| - Sofonisba Anguissola, La partita a scacchi , - Francesco Bassano, La Fucina di Vulcano , - Giovanni Bellini, Madonna col Bambino , - Bernardo Bellotto, Elezione di Stanislao Augusto , - Arnold Böcklin, Il silenzio del bosco , - Paulus Bor, Bacco , - Agnolo Bronzino, Ritratto di Cosimo I dei Medici in armatura , - Robert Campin, Crocifissione , - Juan Carreño de Miranda, L'Assunzione , - Joos van Cleve, La Sacra Famiglia , - Alonso Sánchez Coello, Il banchetto reale , - Lovis Corinth, Autoritratto come portabandiera , - Lucas Cranach il Vecchio, Ercole e Onfale , - Paul Delaroche, Pellegrini a Roma - Cerchia di Anthony van Dyck, Cristo sorretto dagli angeli , - Jan van Goyen, porto di pesca , - Jan van Kessel, el Mozo, Nani con un cane , | - Hans Makart, Fauno che suona la Siringa , - Quentin Massys, Madonna col Bambino e l'Agnello , - Claude Monet, Spiaggia a Pourville, - Johann Friedrich Overbeck, Il matrimonio , - Francesco Raibolini, Madonna col Bambino e San Francesco , - Jacob Ruysdael, Pesca , - Salomon van Ruysdael, Una pesca sul Reno ad Arnhem , - Daniel Seghers, Sacra Famiglia in una corona di fiori , - Frans Snyders, Caccia al cinghiale , - Bernardo Strozzi, Il ratto di Europa , - David Teniers il Giovane, Operazione , - Tintoretto, L'assedio di Asola (in prestito dalla Johnson Collection, 2002-2014), - Palma Vecchio, Sacra Conversazione , - Diego Velázquez, Donna cieca , - Francisco de Zurbarán, La Vergine del Rosario venerata dai Certosini . |

## Galleria d'immagini

Opere celebri della collezione
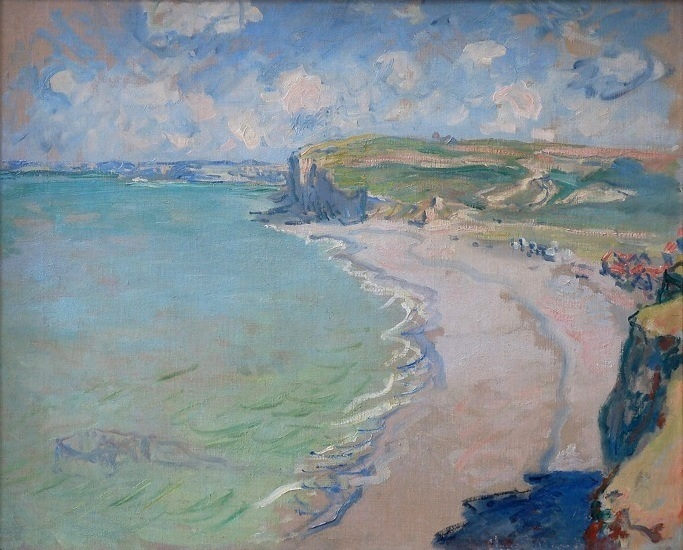
Spiaggia a Pourville, Claude Monet, 1882
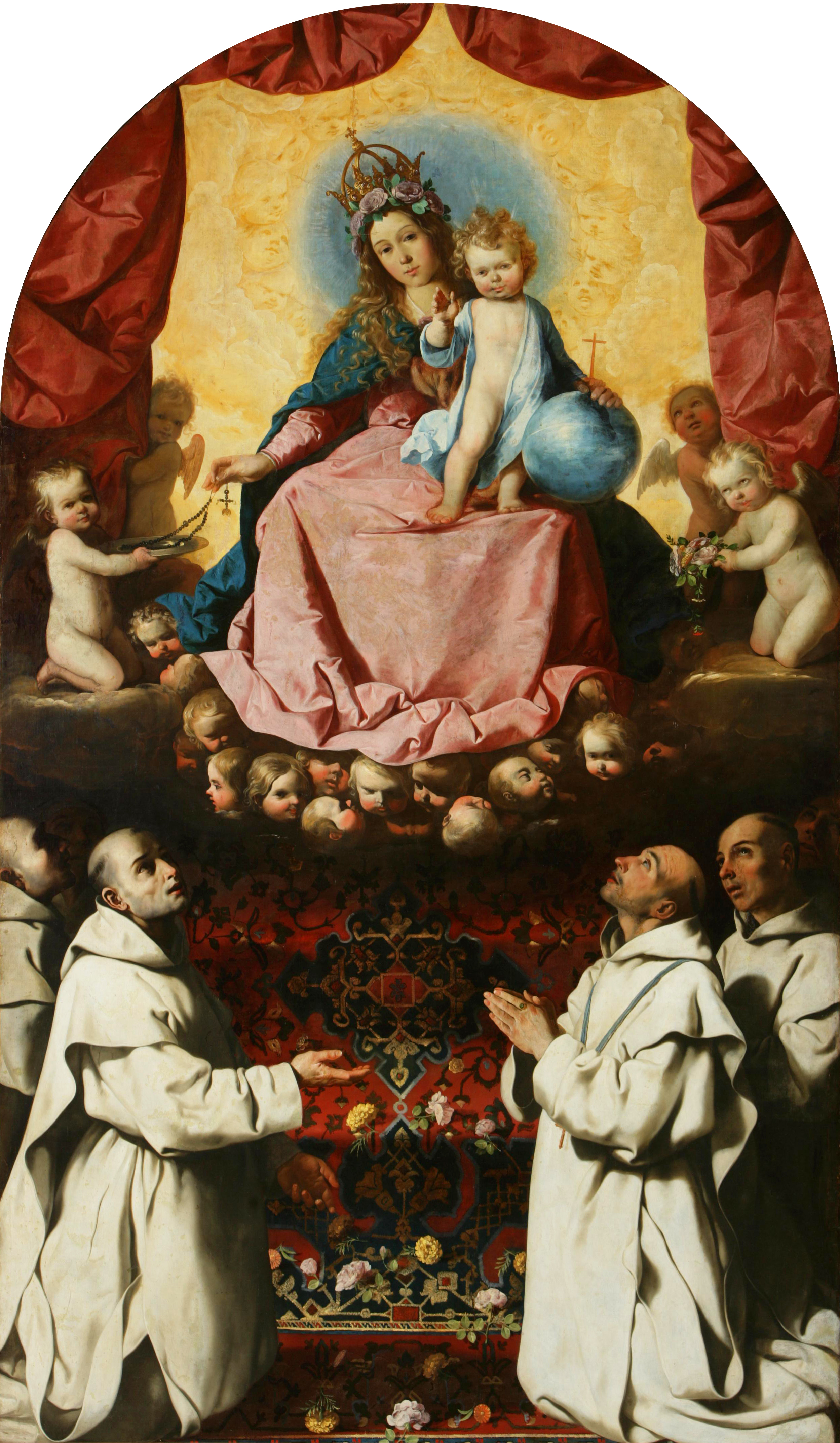
Vergine del Rosario venerata dai certosini, Francesco Zurbarán, 1637–1639 circa
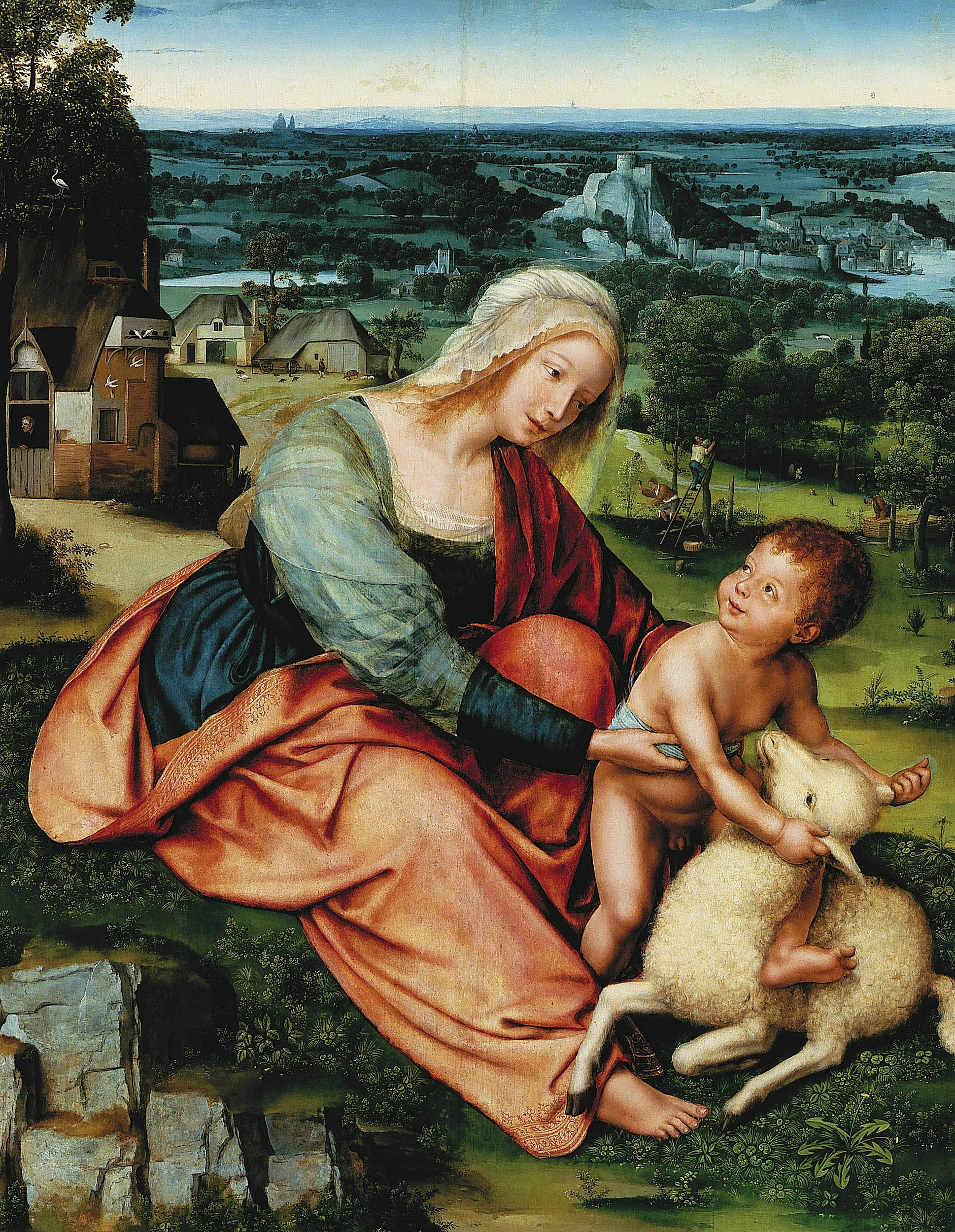
Madonna col Bambino e l'Agnello di Massys, Quentin Massy, circa 1513
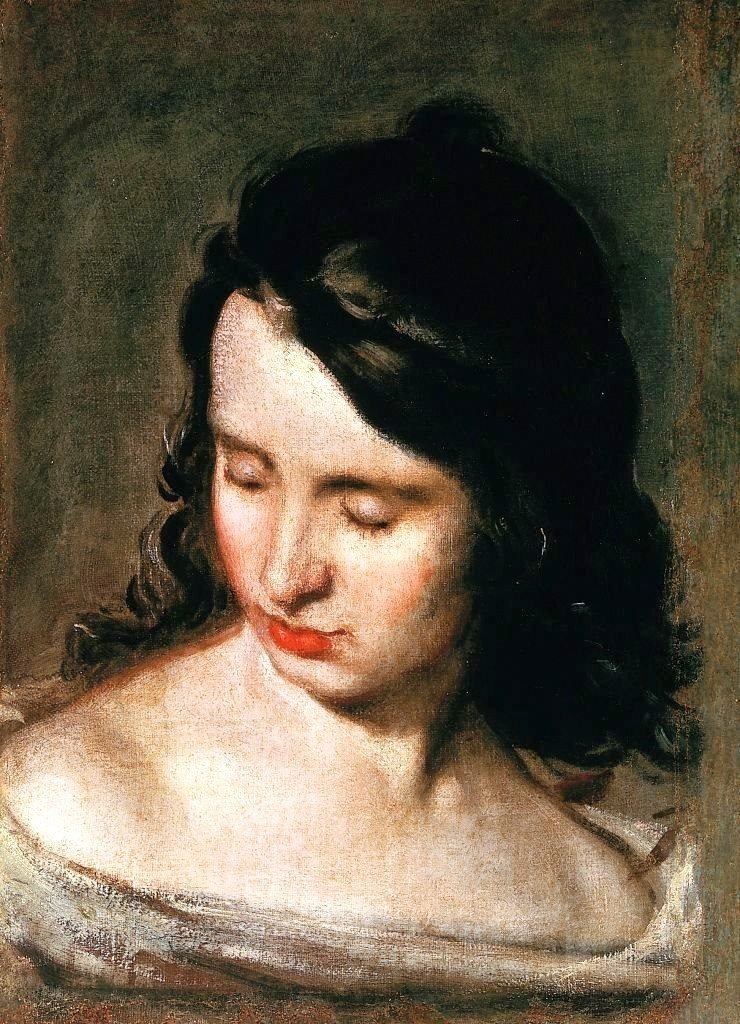
Donna cieca, Diego Velázquez, 1650
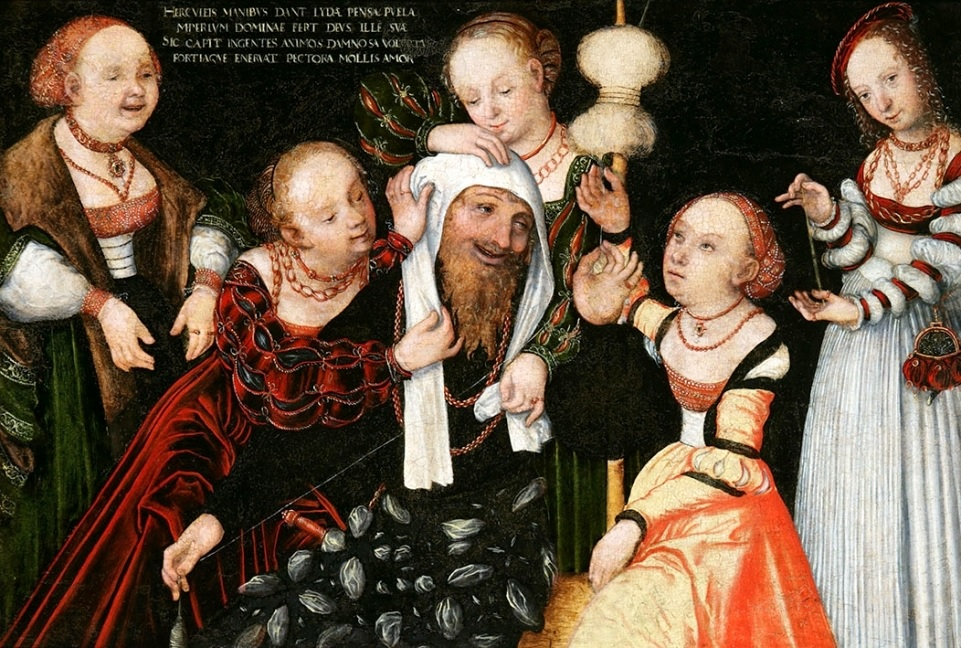
Ercole e Onfale, Lucas Cranach il Vecchio, 1537
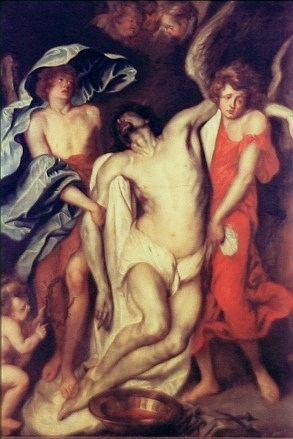
Cristo sorretto dagli angeli, Cerchio di Antonio van Dyck, 1640-1650
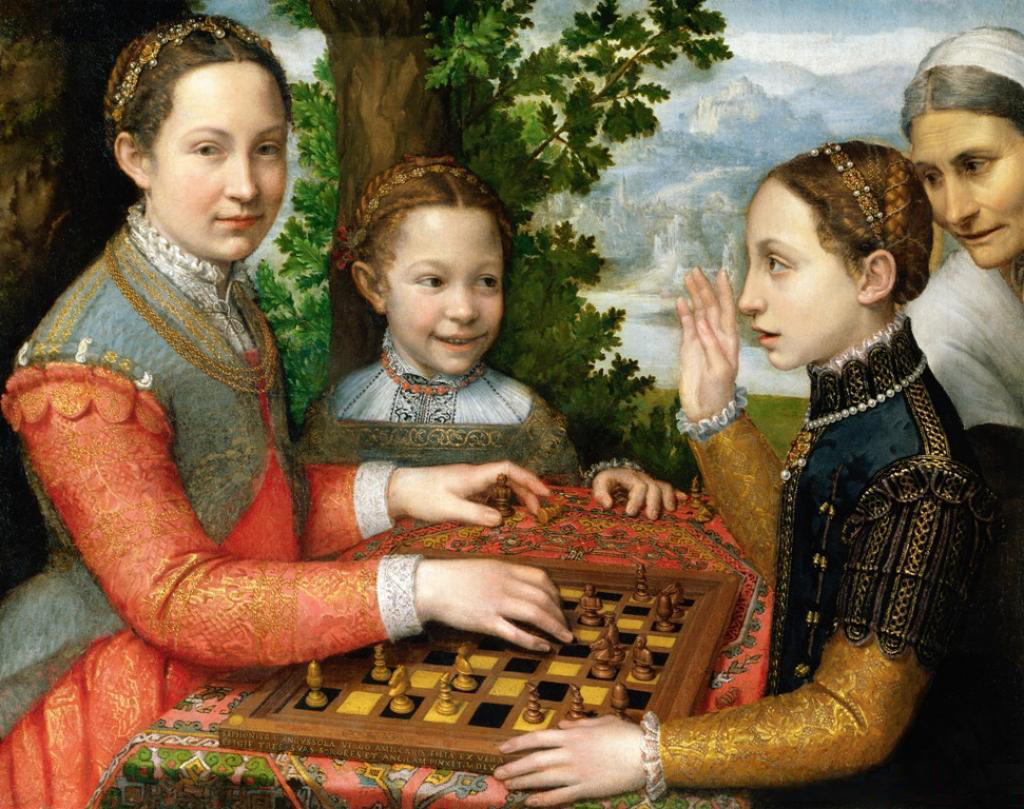
Il gioco degli scacchi, Sofonisba Anguissola, 1555
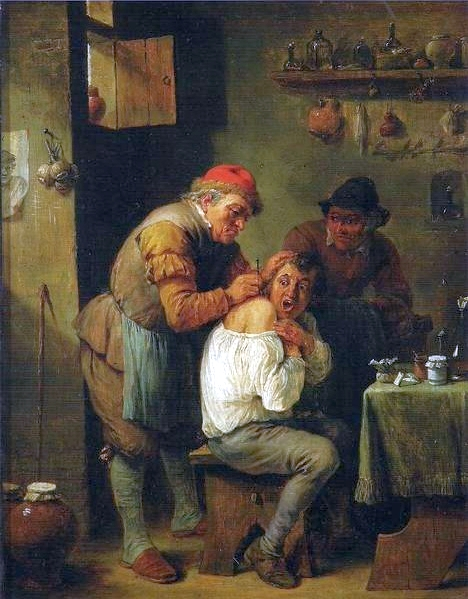
Operazione, David Teniers il Giovane, 1655
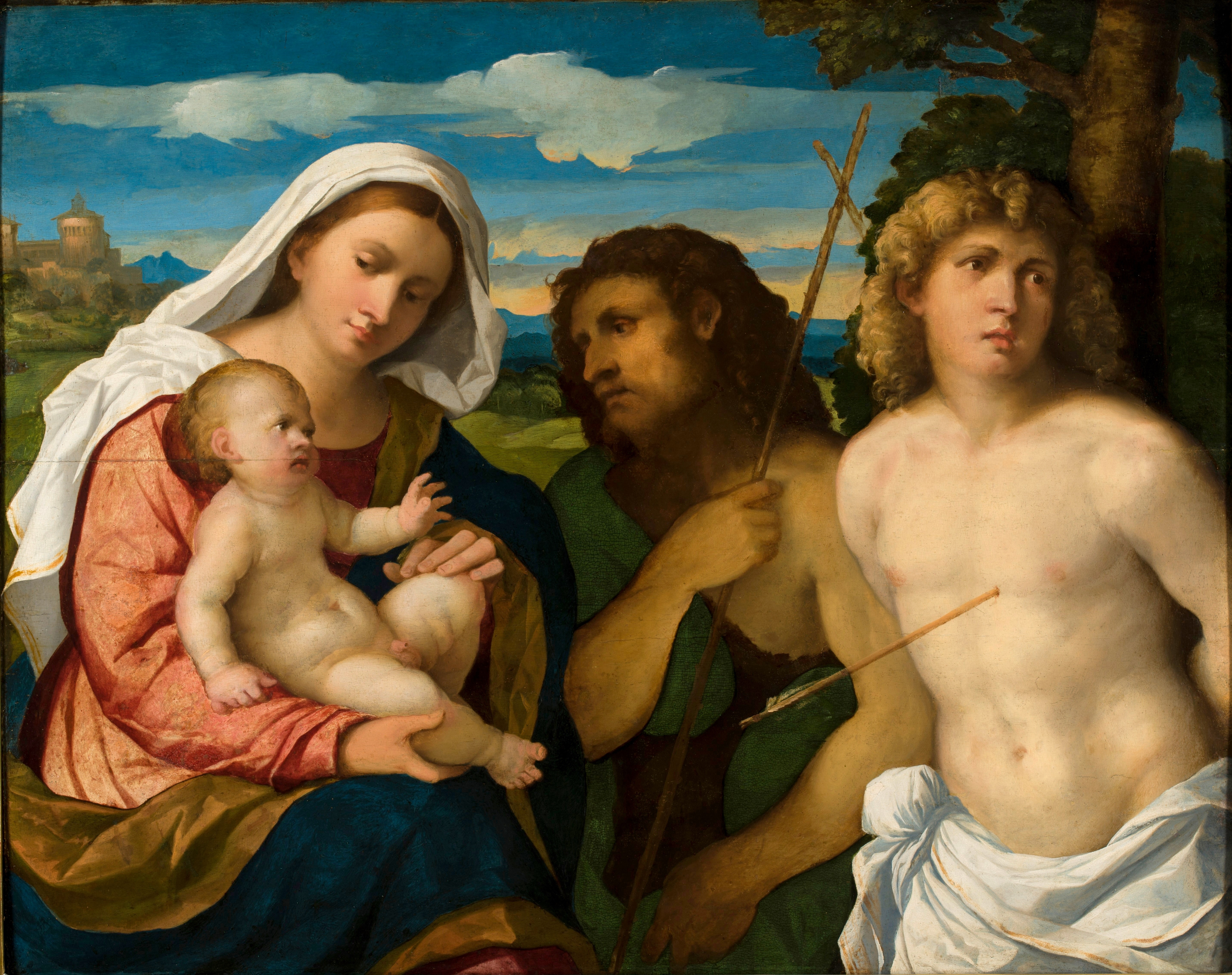
Sacra Conversazione, Palma il Vecchio, circa 1516-1518
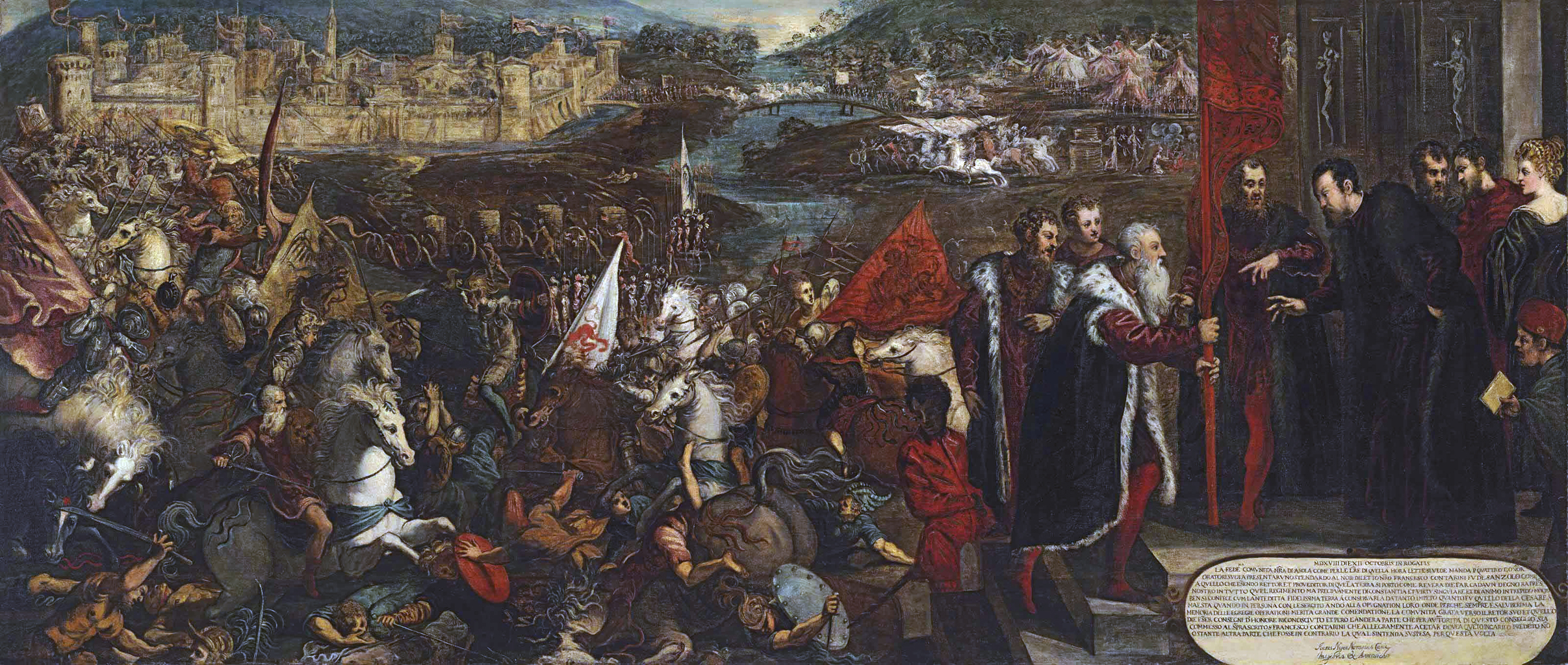
L'Assedio di Asola, Tintoretto, 1544-1545
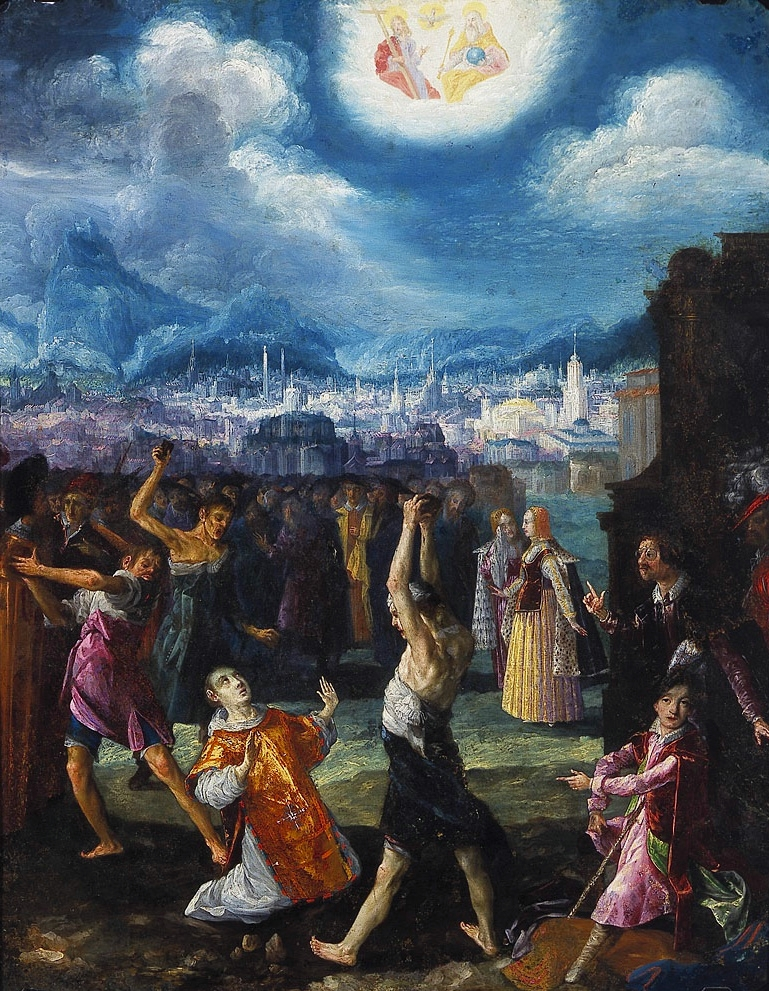
Lapidazione di Santo Stefano, Bartolomeo Strobel, circa 1618

### Arte polacca

Opere celebri della collezione
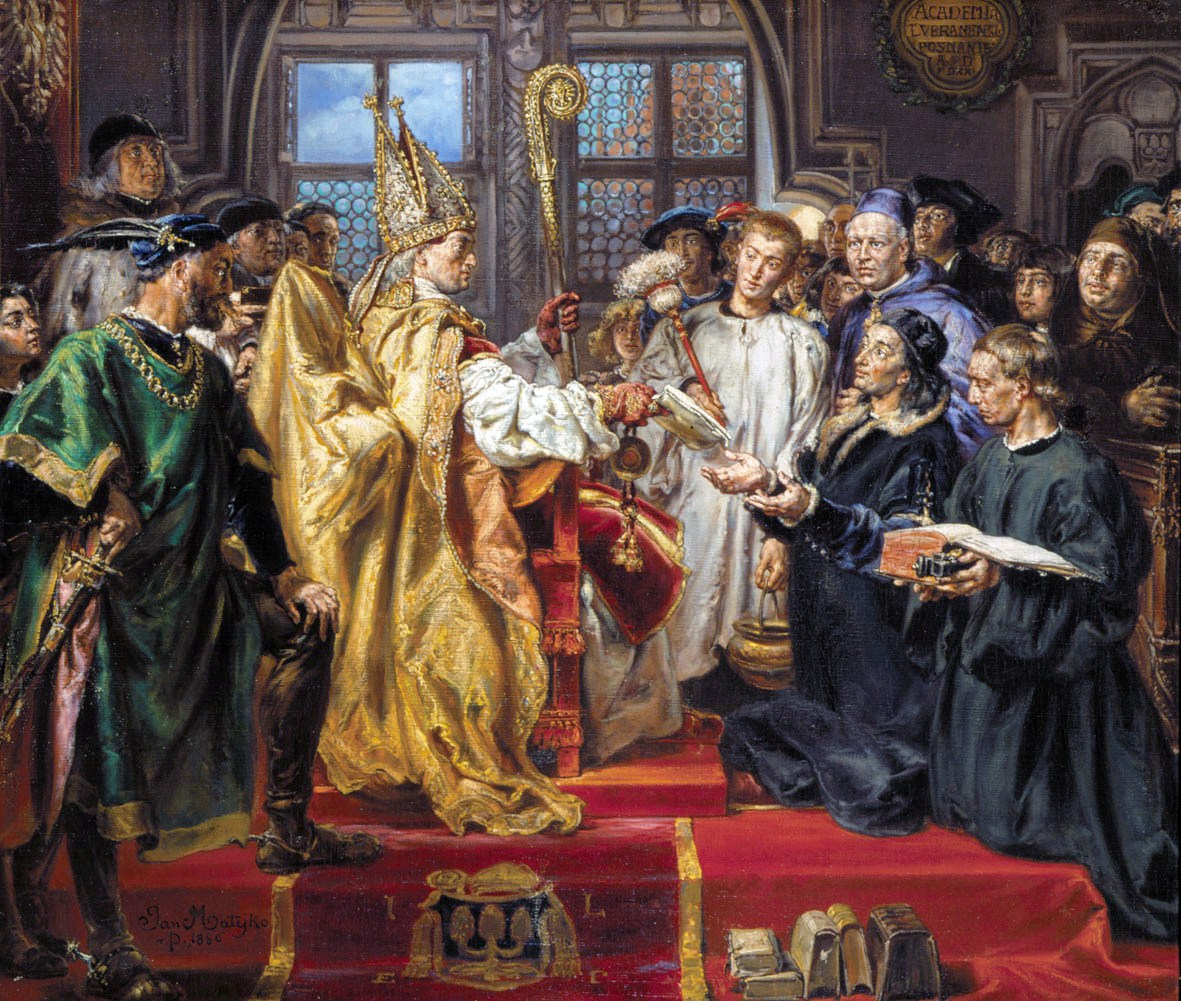
Fondazione della Accademia Lubrański Academy a Poznań, Jan Matejko
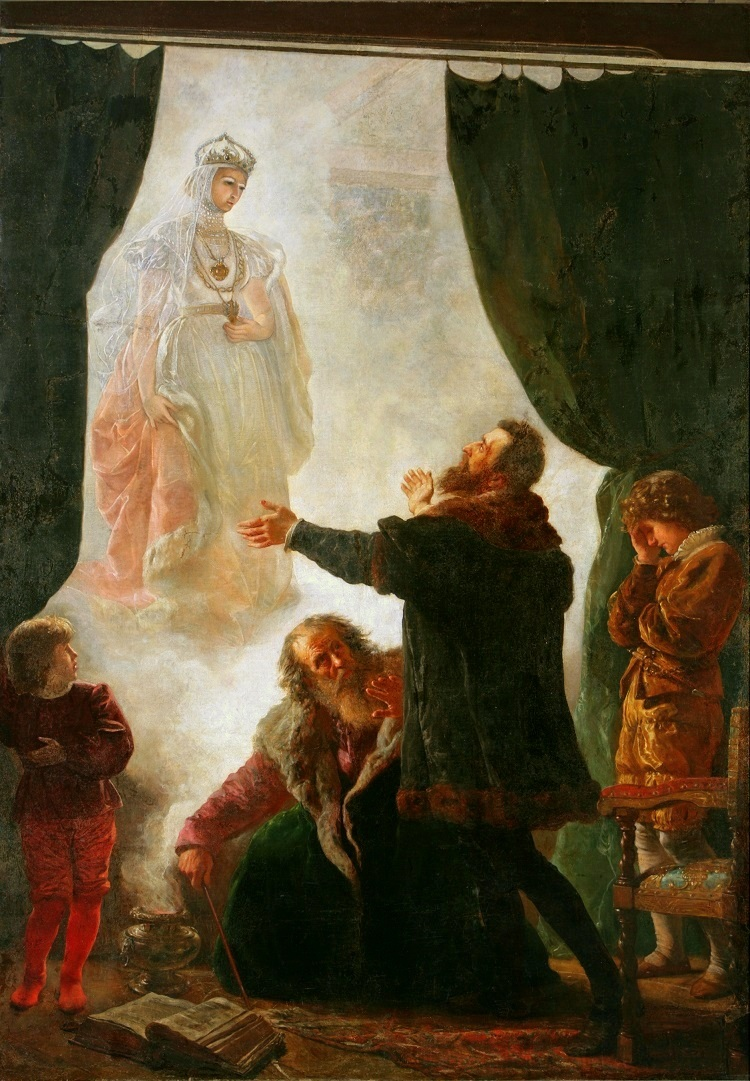
Il fantasma di Barbara Radziwiłł, Wojciech Gerson
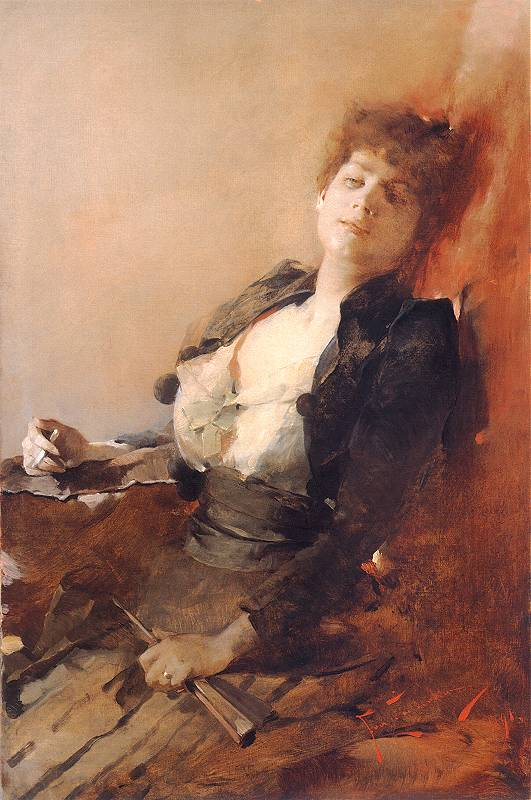
Ritratto di donna con ventaglio e sigaretta, Franciszek Żmurko
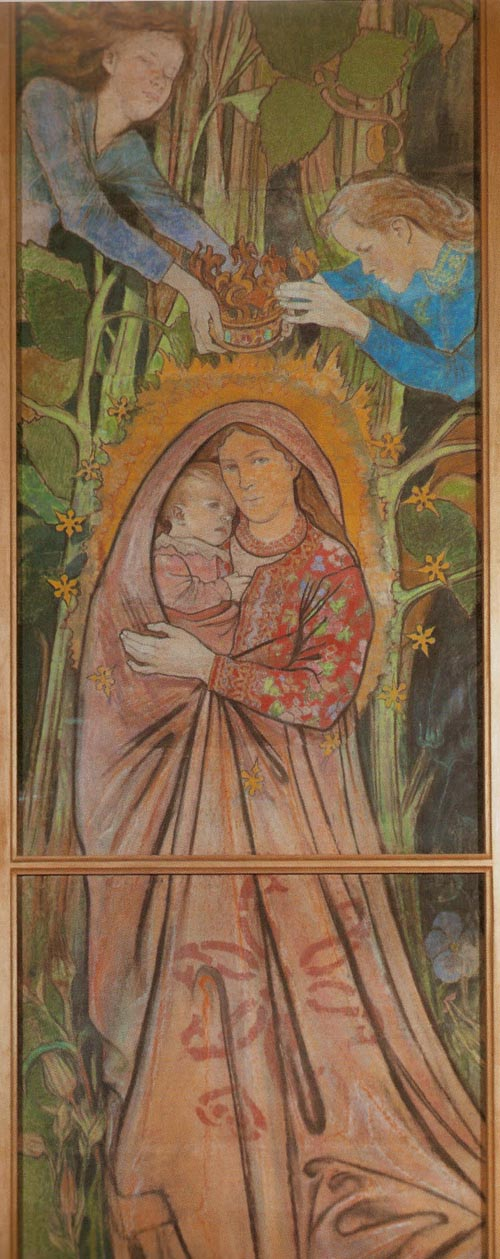
Madonna con Bambino, Stanisław Wyspiański
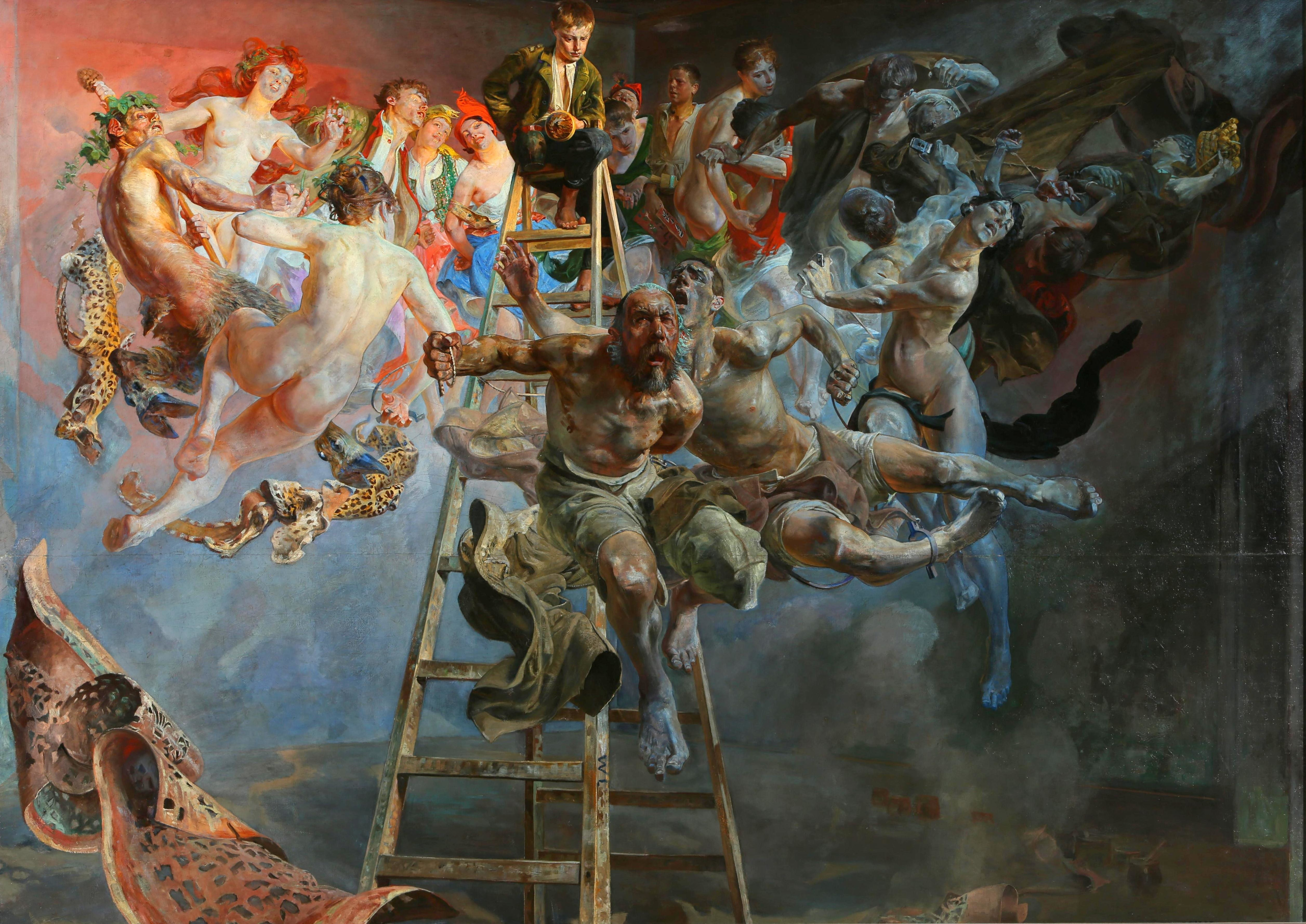
Circolo vizioso, Jacek Malczewski